# Selfors bro

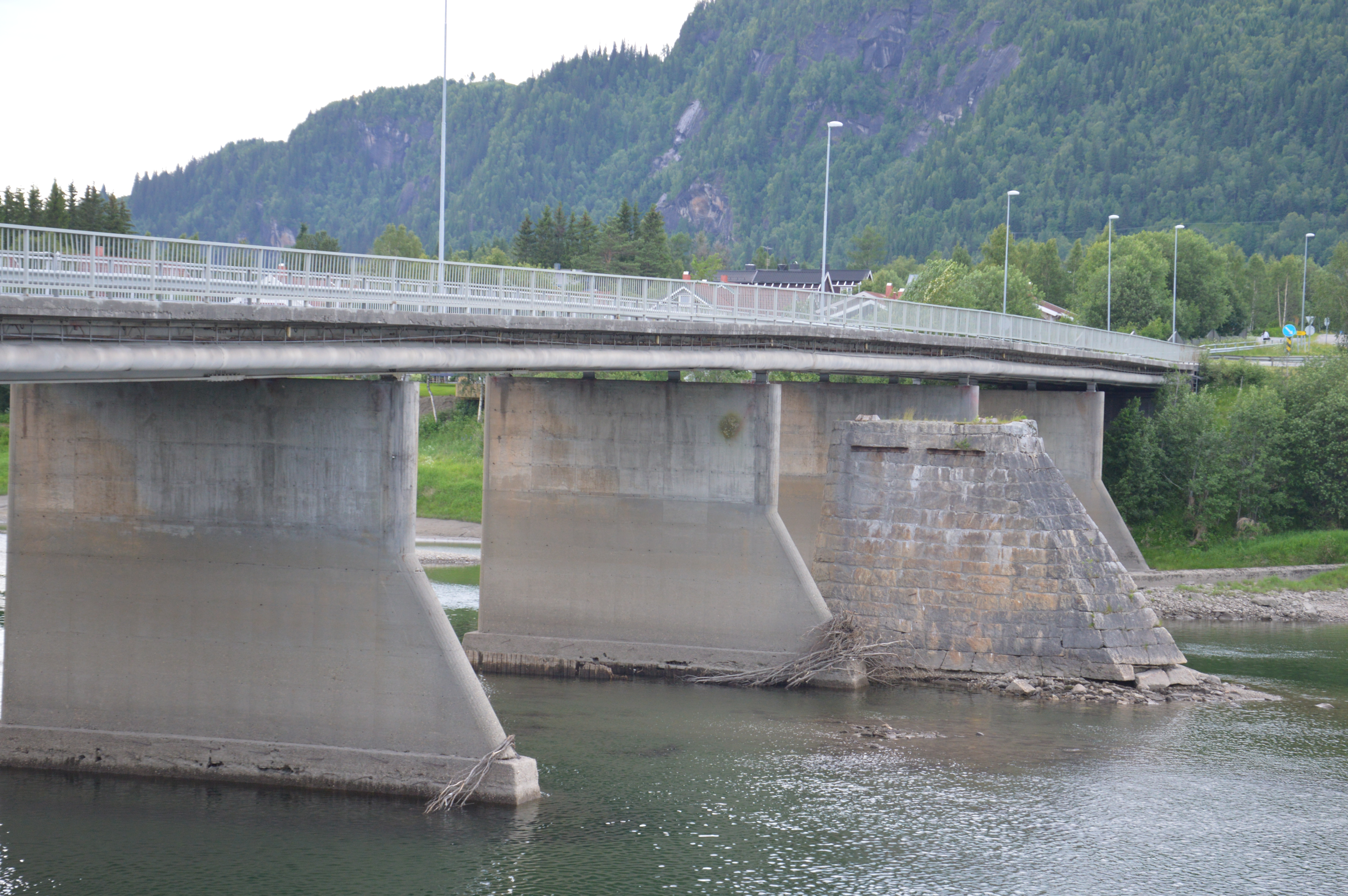
Selfors bro sedd från Tverrånes i söder.

Selfors bro är en balkbro längs Europaväg 6 som passerar Ranälven mellan Tverrånes och Selfors i Rana kommun på Helgeland i Nordland fylke i norra Norge. Bron byggdes 1965 som ersättning för den gamla bron som revs den 17 mars 1965.

## Bilder

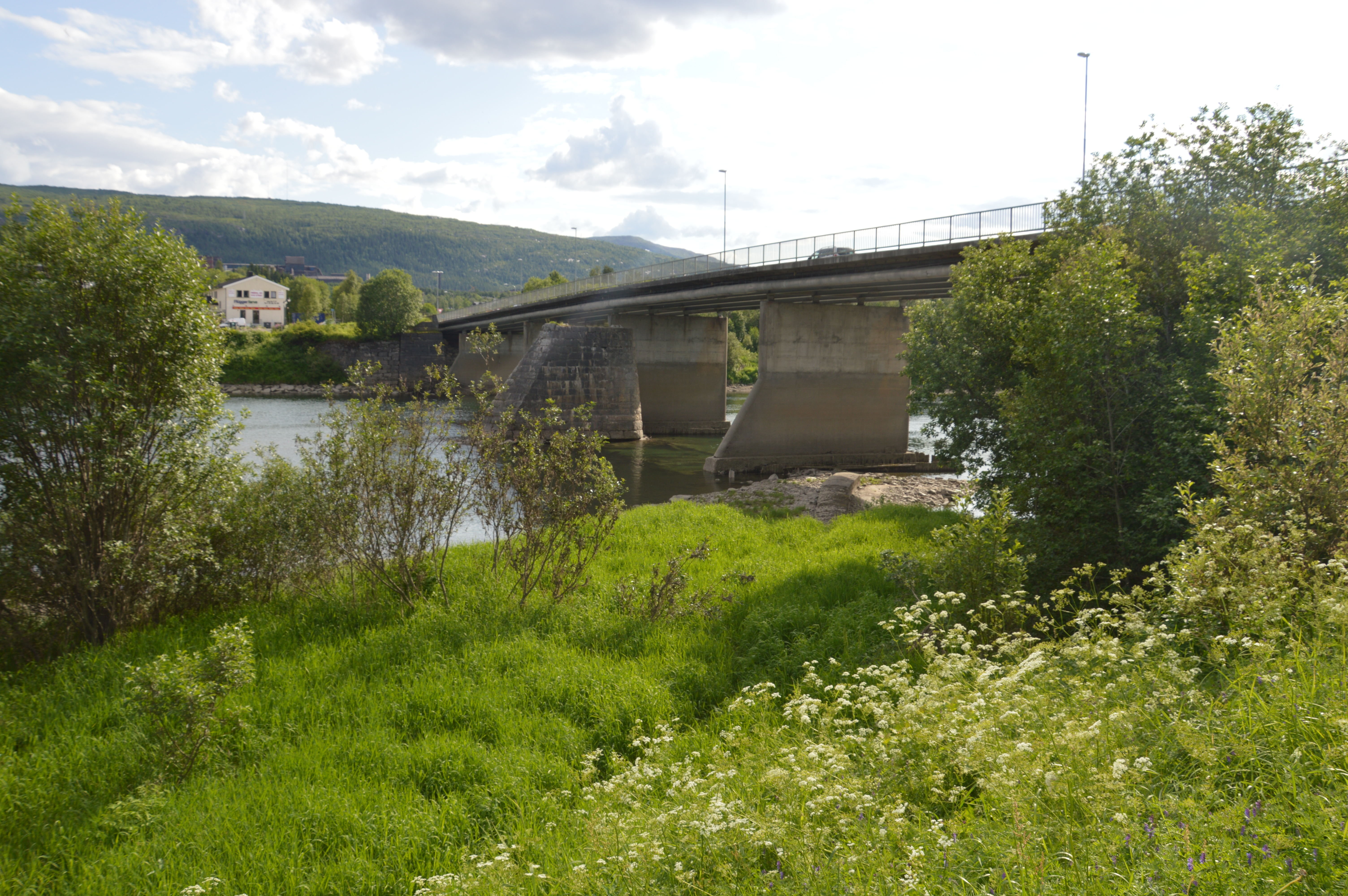
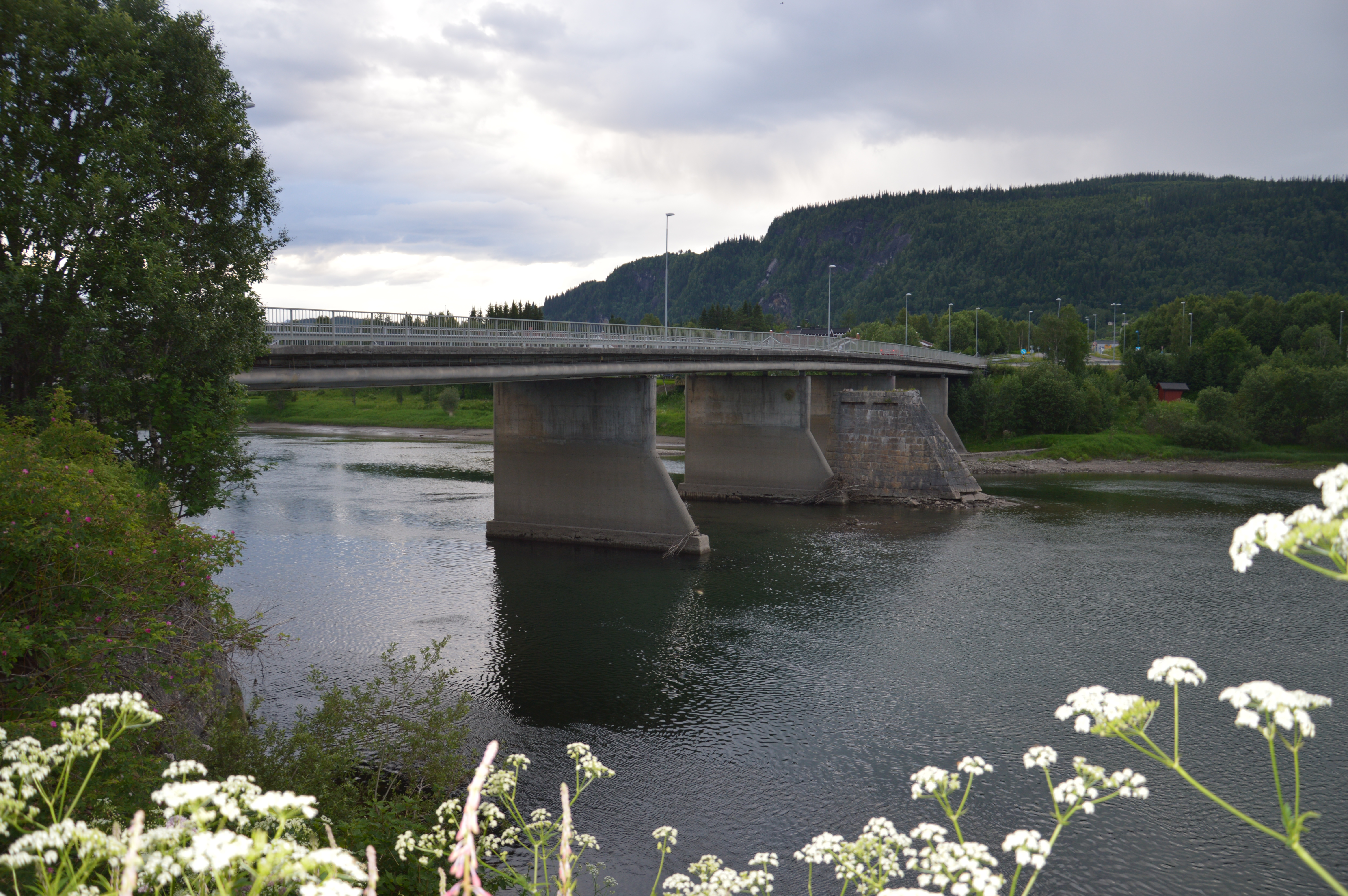
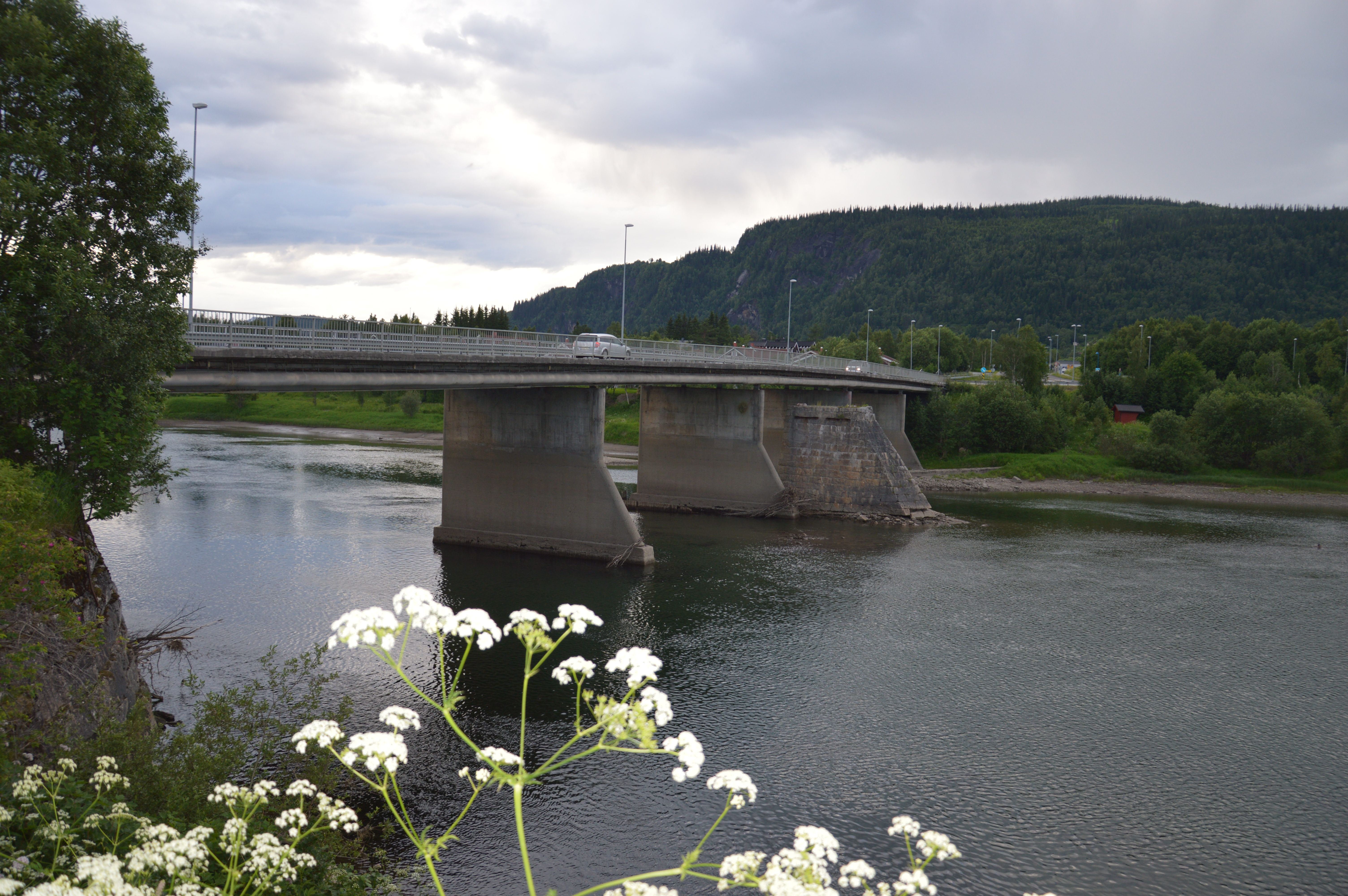